# Peugeot Darl'Mat Sport
Peugeot Darl'Mat Sport – samochód sportowy produkowany przez francuską firmę Peugeot w latach 1936–1938. Wyposażony był on w otwarte nadwozie i składany dach. Samochód był napędzany przez silnik o pojemności 2,0 l. Wyprodukowano zaledwie 3 egzemplarze tego samochodu. 

## Dane techniczne
- Silnik: R4 2,0 l (1991 cm³)
- Układ zasilania: b.d.
- Średnica × skok tłoka: b.d.
- Stopień sprężania: b.d.
- Moc maksymalna: 87KM (64 kW)
- Maksymalny moment obrotowy: b.d.
- Prędkość maksymalna: b.d.